# Rebutia simoniana
Rebutia simoniana ist eine Pflanzenart in der Gattung Rebutia aus der Familie der Kakteengewächse (Cactaceae). Das Artepitheton simoniana ehrt den deutschen Kakteenliebhaber Wilhelm Simon (1909–1989), der von 1952 bis 1955 Präsident der Deutschen Kakteen-Gesellschaft war.

## Beschreibung
Rebutia simoniana wächst einzeln mit kugelförmigen, leuchtend grünen Körpern. Die Körper erreichen Durchmesser von bis zu 2,5 Zentimetern und haben Faserwurzeln. Die 13 Rippen sind spiralförmig angeordnet und in Höcker gegliedert. Die darauf befindlichen kreisrunden bis ovalen Areolen sind weißlich bis braun. Es sind 1 bis 4 kräftige, weißliche Mitteldornen mit brauner Spitze vorhanden, die bis zu 7 Millimeter lang sind. Die 11 bis 12 glasig weißen Randdornen sind zerbrechlich und bis zu 5 Millimeter lang.
Die gesättigt orangefarbene Blüten werden bis zu 3,5 Zentimeter lang und erreichen ebensolche Durchmesser. Die Narben sind gelblich weiß. Die kugelförmigen Früchte sind olivgrün und weisen Durchmesser von bis zu 6 Millimetern auf.

## Verbreitung und Systematik
Rebutia simoniana ist in Bolivien im Departamento Chuquisaca in der Provinz Sud Cinti in Höhenlagen bis 3500 Metern verbreitet.
Die Erstbeschreibung wurde 1984 von Walter Rausch veröffentlicht.

## Nachweise